# Civilització Sao

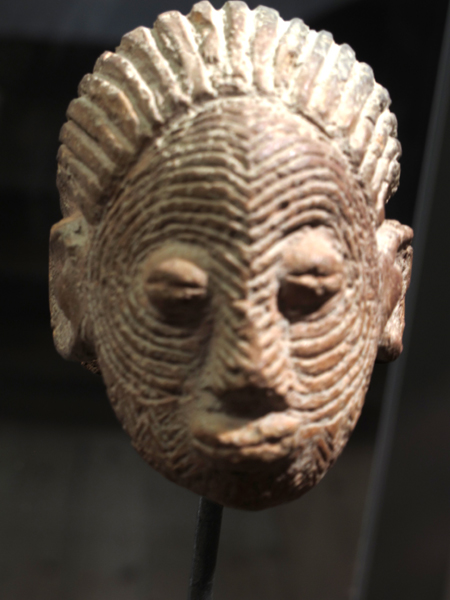
Escultura Sao

La civilització Sao va ser un poble que va habitar les ribes del llac Txad des del segle vi aC fins a l'edat moderna, quan es van barrejar amb altres pobles de la zona després de convertir-se a l'islam per pressió del sultanat de Bornu fins a desaparèixer com a grup diferenciat. El seu domini del bronze i el ferro i les troballes arqueològiques emparenten els Sao amb els hicsos, si bé aquesta filiació és controvertida.
Les ciutats Sao constaven de cases emmurallades, fetes d'argila, on vivien famílies extenses amb un llinatge patrilineal. Eren un poble politeista que practicava el totemisme, com proven les figures de gegants i animals votius. Enterraven els seus morts, primer en tombes en forma de túmul i posteriorment en grans gerres on s'acompanyava el cadàver d'atuells compostos d'estris quotidians per ajudar els difunts a l'altra vida. Aquests aixovars han permès reconstruir alguns aspectes de la vida dels Sao, com ara el costum de portar arracades als llavis per part de les dones o el costum de portar amulets recordant els guerrers ancestrals per part dels homes.